# Tahoua (departamento)
Tahoua é um departamento do Níger. Sua capital é Tahoua.

## Comunas
- Affala
- Bambeye
- Barmou
- Kalfou
- Takanamat
- Tébaram

Predefinição:Níger